# Studio City (Los Ángeles)
Studio City es un distrito de cuatro millas cuadradas en el Valle de San Fernando en la región de Los Ángeles, California, Estados Unidos. Limita al oeste con la Autopista 101, de norte a este con la Mulholland Drive y las Montañas de Santa Mónica hacia el sur.

## Lugares notables

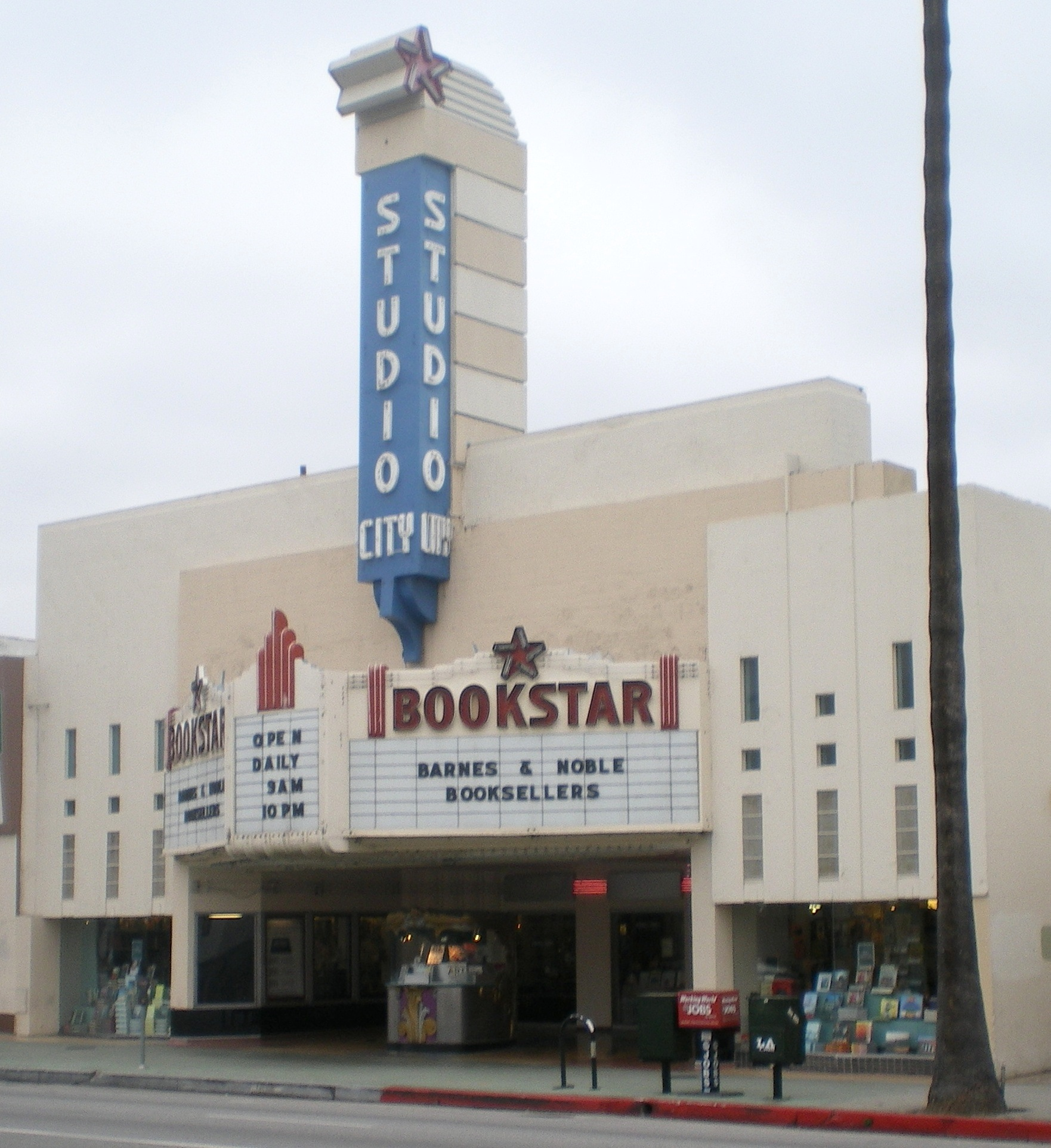
Studio City Theater, now a Barnes & Noble branch

- CBS Studio Center (También conocido como Radford Studios)[1]
- Dr. Betty Berzon Place (honorary street name for Ventura Place)[2]
- Río Los Ángeles caminar[3]
- Exterior de Brady Bunch Casa[4][5]
- Campo de Cahuenga[6]
- Metro Línea Roja Studio City station[7]
- Varios edificios por Rudolph Michael Schindler[5][8]

## Población
Acorde con el censo del año 2000, Studio City cuenta con una población de 34.034 habitantes. La población estimada para el año 2008 era de 37.201.
En 2000, la edad mediana de los residentes, 38, se consideraba mayor para los vecindarios de la ciudad y el condado; el porcentaje de residentes de 19 años o más estaba entre los más altos del condado.
El desglose étnico fue  blancos, 78%;  Latinos, 8,7%;  asiáticos, 5,4%;  negros, 3,7%; y otros, 4,1%. Irán (7%) y el Reino Unido (6,7%) fueron los lugares de nacimiento más comunes para el 21,1% de los residentes que nacieron en el extranjero, un porcentaje bajo para Los Ángeles.
El ingreso familiar anual promedio en dólares de 2008 fue de $ 75,657, considerado alto para la ciudad. El porcentaje de hogares que ganaban $ 125,000 y más era alto para el Condado de Los Ángeles. El tamaño promedio del hogar de 1.9 personas fue bajo en comparación con el resto de la ciudad y el condado. Los inquilinos ocupaban el 55,9% del parque de viviendas y los propietarios de casas o apartamentos tenían el 44,1%.
En 2000, había 837 familias encabezadas por padres solteros, siendo la tasa del 11,2% baja para la ciudad de Los Ángeles. Había 2.591 veteranos, el 8,8% de la población, una cifra alta para la ciudad.

## Educación

### Escuelas primarias y secundarias
- Públicas: 7
- Privadas: 4
- School Disney: 1

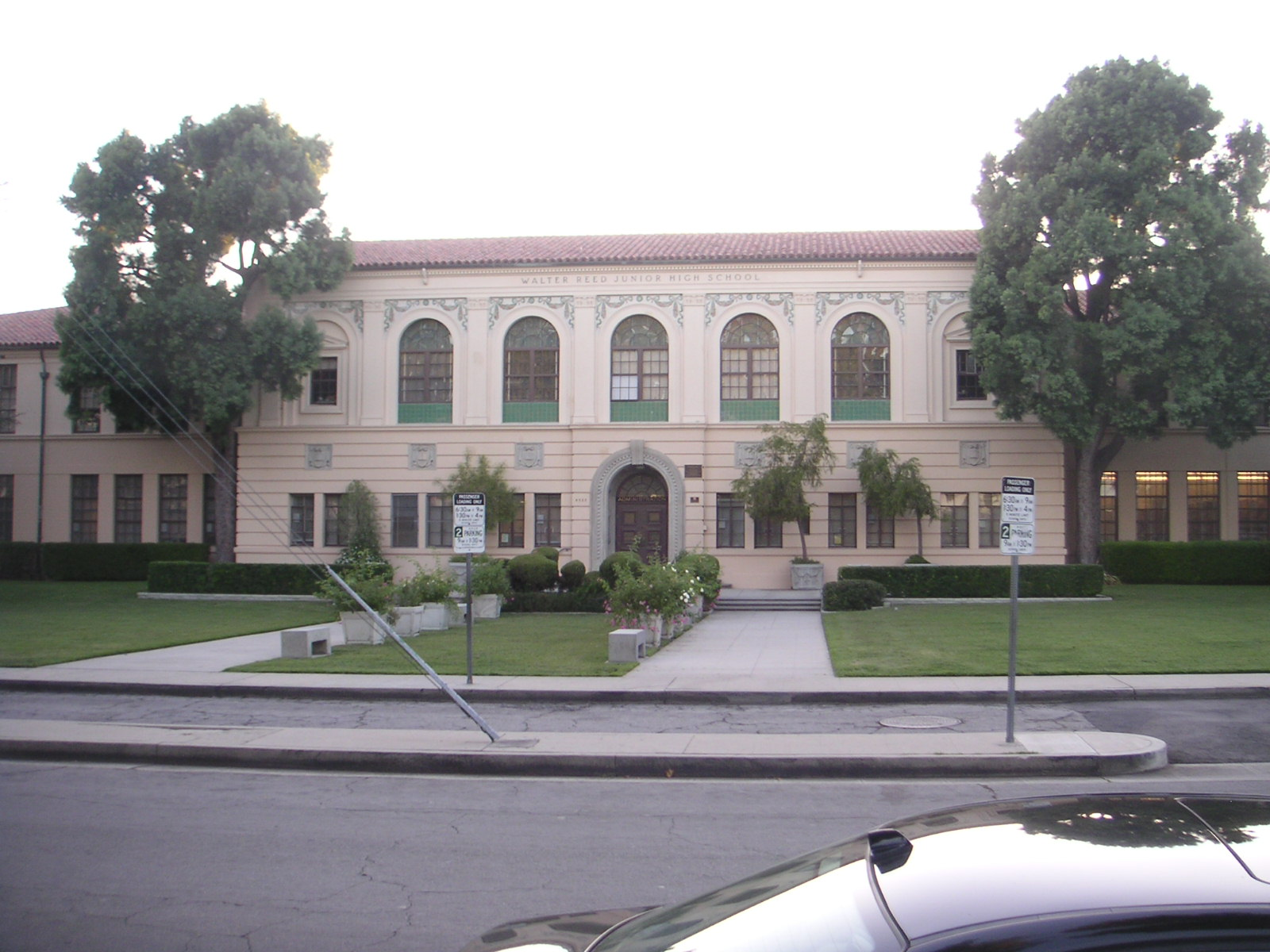
Escuela Secundaria Walter Reed

El Distrito Escolar Unificado de Los Ángeles gestiona las escuelas públicas.
- Escuela Secundaria Walter Reed[10][11]

## Residentes famosos
- Miley Cyrus - Actriz y cantante
- David Anthony Higgins - Actor y comediante
- Vanessa Hudgens[12]- Actriz
- Drake Bell - Cantautor
- Jon Heder - Actor
- Selena Gomez[13]- Actriz y cantante
- Joel Courtney - Actor
- Demi Lovato - Actriz y cantante
- Cody Simpson - Cantante australiano
- Leo Howard - Actor
- Teri Hatcher - Actriz
- Kevin Zegers - Actor canadiense
- Anton Yelchin - Actor
- Jim Parsons - Actor
- Kaley Cuoco - Actriz
- Peyton Roi List - Actriz
- Chloë Grace Moretz - Actriz
- Isabelle Fuhrman - Actriz